# DFS 40
DFS 40 (Delta V) var ett tyskt experimentflygplan konstruerat av Alexander Lippisch. 
Flygplanet som från början konstruerades under namnet Delta V var en flygande vinge. Konstruktion kom till 1937 som en vidareutveckling av Delta IV. Lippisch inledde redan 1927–1933 försöken med flygande vingar med flygplanen Storch I - Storch IX, dessa följdes av Delta I - Delta V mellan 1931 och 1939. Flygplanet bestod av en 12 m bred vinge där piloten satt i en förarkabin i vingen centrum. Bakom piloten var motorn som drev en skjutande propeller monterad. 
DFS 40 premiärflög 1939 med Heini Dittmar som pilot. En kort tid före flygningen överfördes Lippisch och hans konstruktörer vid DFS som arbetat med flygande vingar till Messerschmitts konstruktionskontor för att konstruera en raketdriven flygande vinge till Reichsluftfahrtministerium. En kort tid senare havererade flygplanet under flygutprovningen på grund av felaktig beräkning av tyngdpunktsläget. Under flygningen kommer flygplanet in i en flatspinn som inte kan hävas.